# Kamienica Pod Złotym Orłem we Wrocławiu (Kurzy Targ)
Kamienica Pod Złotym Orłem – zabytkowa kamienica na ulicy Kurzy Targ we Wrocławiu, identyfikowana z dawną apteką "Pod Podwójnym Złotym Orłem" (j. niem. Apotheke zum doppelten goldenen Adler), która znajdowała się w budynku od XIV wieku.

## Historia i architektura kamienicy

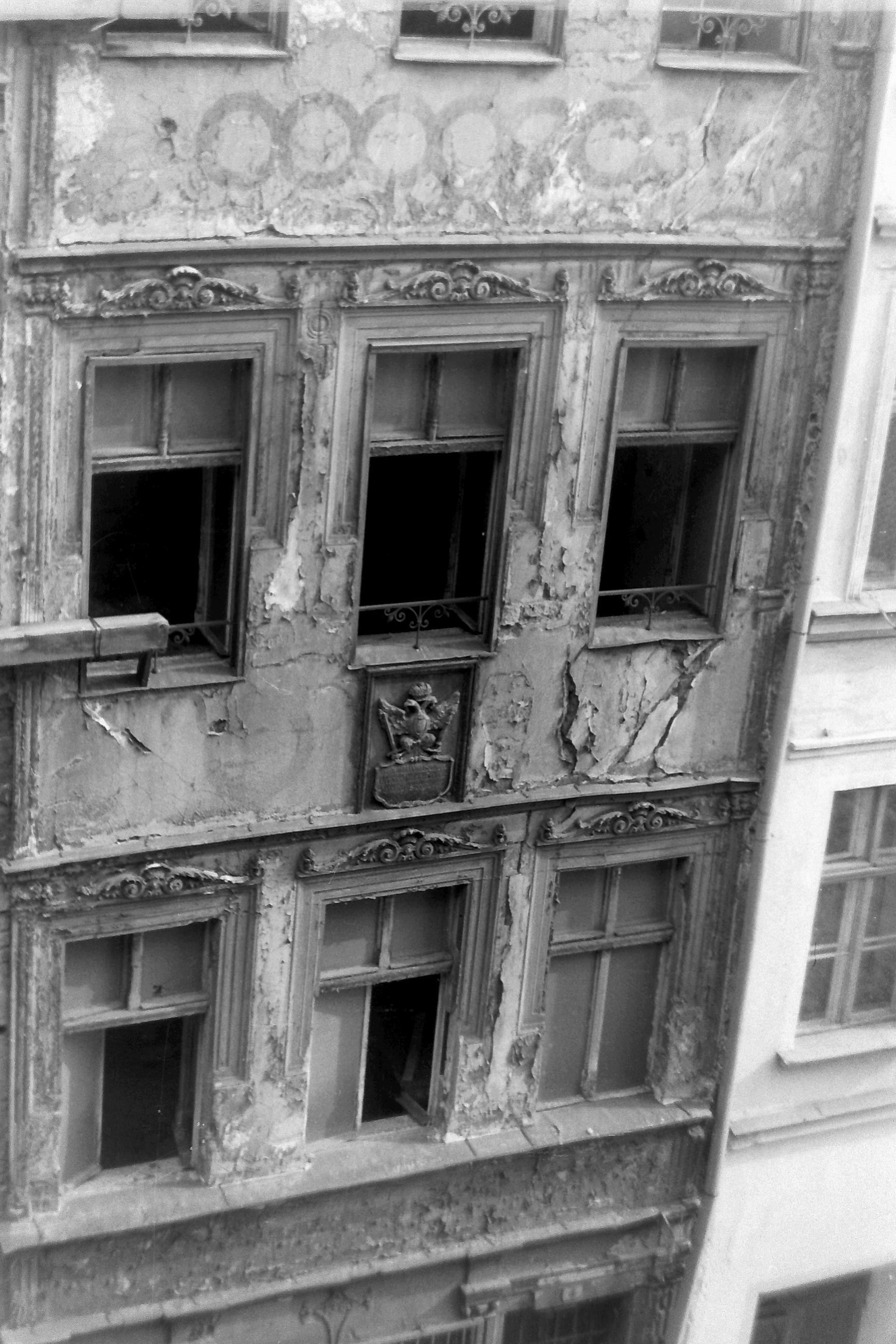
Kamienica przed remontem w 2010 roku

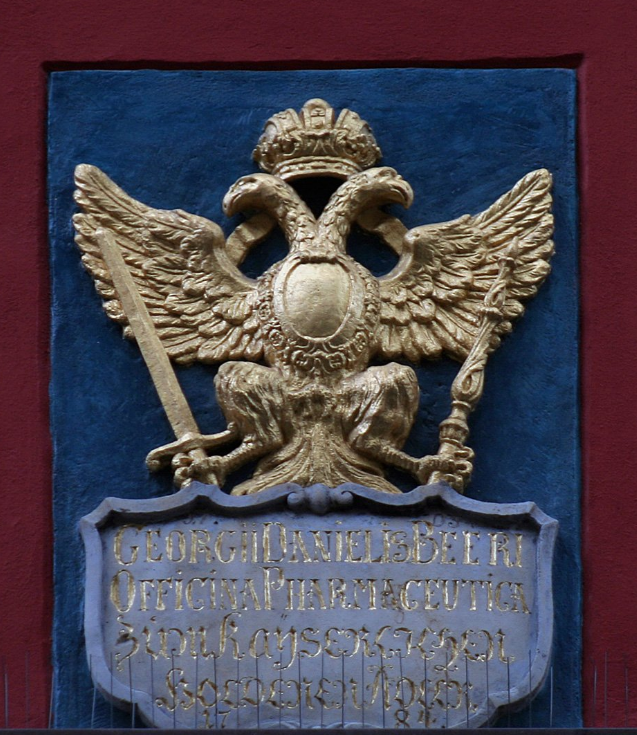
Godło na elewacji kamienicy

Pierwszy murowany budynek na działce o szerokości 6-7,5 m na 23,7 m wzniesiono w drugiej połowie XIV wieku. W 1554 roku został on gruntownie przebudowany przez właścicieli znajdującego się tu warsztatu mistrzów z Łużyc, których znaki kamieniarskie zachowały się na fasadzie. Przed 1893 rokiem kamienica przeszła przebudowę, podczas której połączono: dom frontowy z oficyną oraz parter z pierwszym piętrem żeliwnymi schodami. Ostatecznie kamienicy nadano formę budynku czterokondygnacyjnego z dwukondygnacyjnym szczytem pokrytym dwuspadowym dachem.
Fasada kamienicy zachowała formy renesansowe z jednolitą kompozycją kamieniarską: z gzymsami nad- i podokiennymi oraz z tryglifowymi fryzami ujmującymi profilowane obramienia. Podobne obramienia okienne i inne elementy kamieniarki z tego okresu zachowały się od strony dziedzińca i częściowo w oficynie bocznej Wszystkie kondygnacje są spięte zewnętrznymi wąskimi pilastrami. Szczyt fasady otoczony jest wolutami, a jego dwupoziomowość zaznaczona jest lizenami i gzymsami. Zachowana wczesnorenesansowa elewacja była wzorowana na jej podobnych powstałych w środowisku saskim panującym w tej części Europy, m.in. w Chojnowie, Zgorzelcu, Legnicy i Lwówku. W XVIII wieku w osi elewacji, pomiędzy drugą a trzecią kondygnacją, umieszczono tablicę ze złotym orłem, inskrypcją i datą "1784".
Wewnątrz budynku, na parterze, zachował się dwutraktowy układ z sienią frontową i sienią tylną z przechodem. Wyższe piętra mają układ trzytraktowy; w trakcie środkowym wydzielono klatkę schodową. We wnętrzach zachowały się elementy architektoniczne z XVI wieku: w piwnicy i na parterze oraz w oficynie sklepienia kolebkowe i kolebkowe z lunetami, ponadto na drugiej i trzeciej kondygnacji stropy kasetonowe z połowy XVI wieku; na parterze i dwóch kolejnych piętrach zachowały się osiem kolumn międzyokiennych z wolutowymi głowicami. Zachowane elementy architektoniczne, według profesora Jana Harasimowicza, są najlepiej na Dolnym Śląsku "zachowanym przykładem wczesnorenesansowej kamienicy mieszczańskiej".

## Apteka

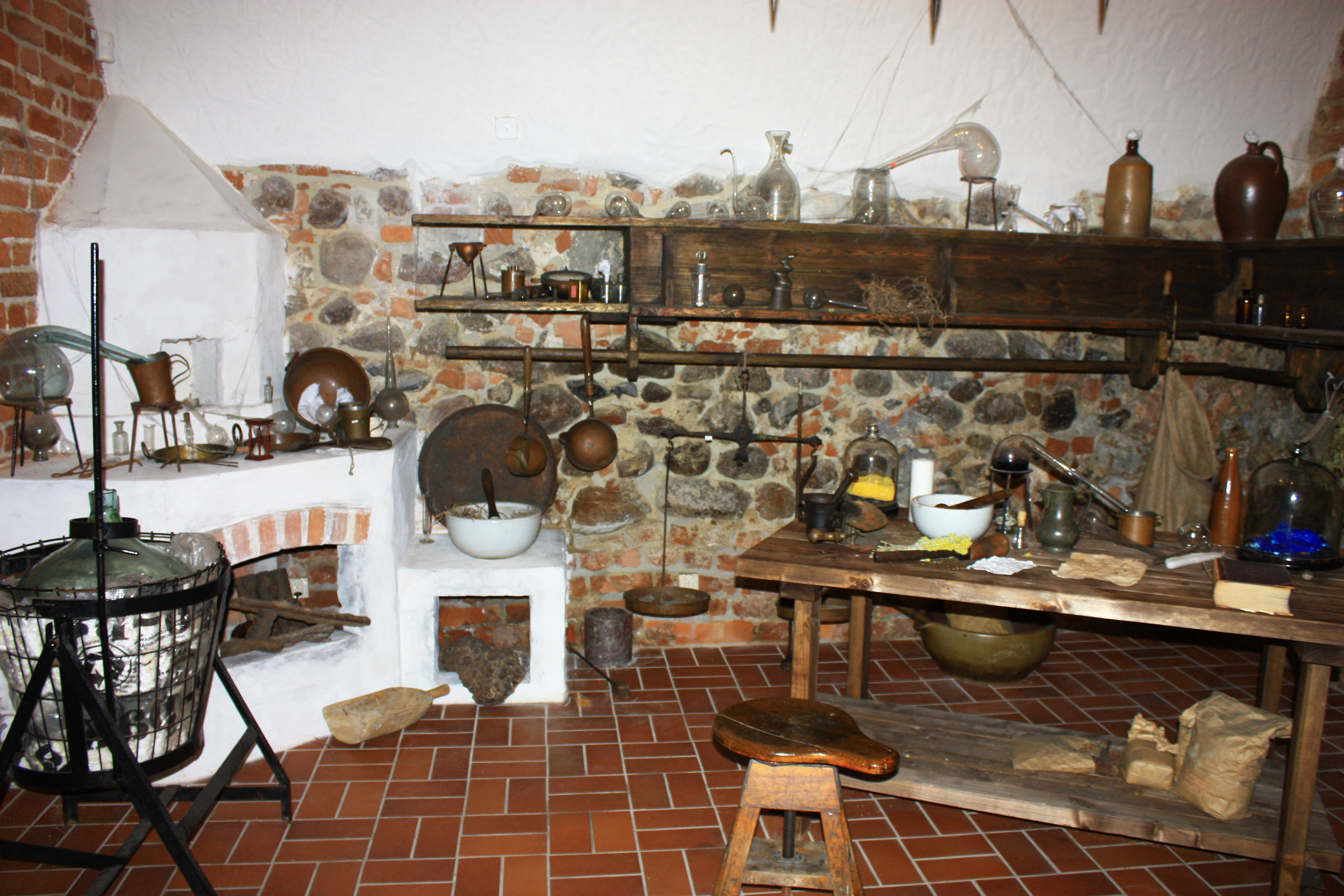
Wnętrze kamienicy: jedno z pomieszczeń Muzeum Farmacji

Od drugiej połowy XIII lub początku XIV wieku w budynku swoją siedzibę miała nieprzerwanie apteka znana jako "Apteka Pod Podwójnym Złotym Orłem" lub "Apteka Targu Wiankowego". Była to jedna z najstarszych aptek w Polsce. Jej pierwszym właścicielem był mistrz Mikołaj lub mistrz Piotr (zm. w 1349), a następnie Peter i Szymon zwany „aptekarzem naszego cesarza”. Według niemieckiego historyka Wilhelma Brachmanna nazwa „Pod Orłem” wiązała się z otrzymanymi przywilejami cesarskimi. Nazwa „Apteka Pod Cesarskim Złotym Orłem” została zarejestrowana w 1829 roku, a godło z tym napisem zostało umieszczone nad wejściem głównym. Kolejnymi właścicielami kamienicy i apteki byli Andreas (1395-1403), J. Stanko z Cermony (1403-1407), M. Ron, który w 1484 sprzedaje ją Rosenbergowi. Następnie aptekę przejął jego syn. Od 1534 do 1626 aptekę prowadziła rodzina Laurera (G. Lauler i jego syn S. Lauler) a następnie Laurentius Scholz, F. von Vollgnad (do 1677) i jego brat H. von Vollgnad, G. Buchwalder (1677-1685), C. Hancke (do 1695), M. Morgenbesser (1703-1736), J.W. Lenz, K. Werner (od 1748), J.D Beer (w zachowanej tablicy znajduje się nazwisko Georgii Daniels Beeri), R. Mohnr, L. Ledermann, T. Czerwenka, A. Weisstein, E. Priemer, S. Stern, S. Fink i H. Hubel. Po II wojnie światowej aptekę w tym miejscu prowadził Józef Kozak, który w 1951 przeniósł ją na wrocławski Rynek, do kamienicy Pod Złotą Trójcą Świętą, gdzie znajduje się nadal.
Obecnie w kamienicy Pod Złotym Orłem znajduje się Muzeum Farmacji - Dom Śląskiego Aptekarza, a jej właścicielem jest Uniwersytet Medyczny im. Piastów Śląskich we Wrocławiu.